# HD22980
HD22980 є хімічно пекулярною зорею спектрального класу
F8 й має видиму зоряну величину в смузі V приблизно 10,8.